# Пенси
Пенси (пол. Pęsy) — село в Польщі, у гміні Рацьонж Плонського повіту Мазовецького воєводства.
Населення — 36 осіб (2011).
У 1975-1998 роках село належало до Цехановського воєводства.

## Демографія
Демографічна структура станом на 31 березня 2011 року:
|          | Загалом | Допрацездатний вік | Працездатний вік | Постпрацездатний вік |
| -------- | ------- | ------------------ | ---------------- | -------------------- |
| Чоловіки | 15      | 2                  | 9                | 4                    |
| Жінки    | 21      | 4                  | 12               | 5                    |
| Разом    | 36      | 6                  | 21               | 9                    |